# 天下無敵獎門人
《天下無敵獎門人》（英語：The Super Trio Show）是香港無綫電視自1998年起播出的遊戲節目。游戏内容充满低俗搞笑性质，经常成为收视冠军及屡破收视纪录。節目由「獎門人」曾志偉及兩位「獎老」林曉峰及錢嘉樂主持。「獎門人」和「獎老」分別是「掌門人」和「長老」的諧音。曾為節目旁述的配音藝員為陳欣及招世亮。
獎門人系列致力於娛樂家庭觀眾之餘，亦希望其中出現的遊戲可以由家庭觀眾於派對或玩樂中採用，實行皆大歡喜。而遊戲中亦因為各嘉賓投入玩遊戲，故出現很多平時觀眾看不見的真性情，亦出現不少金句，令人不需動腦筋。

## 節目資料
- 播出期間：1998年10月11日至1999年4月11日（逢星期日晚上7:30-8:30）
- 主持：曾志偉、林曉峰、錢嘉樂
- 監製：衛世輝
- 編導：錢國偉、陳金勝
- 主題曲：天下無敵我愛你
- 曾出現遊戲：天下無敵搵啖食、天下無敵夾死你、天下無敵爭櫈仔、天下無敵合家歡、天下無敵伏喱喱、天下無敵發噏風、天下無敵估歌仔、天下無敵大電視、天下無敵兵乓波、天下無敵閂大閘（又名睇電視）、天下無敵邊個中、天下無敵LOOK哂冷（前名大哂冷）、天下無敵唱歌仔、天下無敵BOM CHA CHA、天下無敵放飛機、天下無敵踢拖鞋、天下無敵大懲罰、天下無敵馬拉松、天下無敵估估吓
- 翡翠台於2017年4月9日至5月28日，重播此輯節目，但只重播了其中7集，包括第3、10、12、13、16、23和26集。

## 歌曲
- 主題曲：天下無敵我愛你
  - 作曲、編曲：吳國恩
  - 填詞：譚得志（快必）、陳志全（慢必）
  - 主唱：曾志偉
  - 提供：環球唱片有限公司（CD：《天下無敵獎門人》、《宇宙無敵獎門人終極原聲大碟》）
- 插曲：潔廁潔廁洗廁所
  - 作曲：Bob Crewe、Kenny Nolan
  - 填詞：林敏驄
  - 編曲：吳國恩
  - 主唱：曾志偉
  - 提供：環球唱片有限公司（CD：《Pop 巨星聯盟（第2輯）》、《宇宙無敵獎門人終極原聲大碟》）
- 插曲：大懲罰
  - 作曲：Raymond Yuen
  - 填詞：林敏驄
  - 編曲：吳國恩
  - 主唱：曾志偉、錢嘉樂、林曉峰
  - 提供：環球唱片有限公司（CD：《Pop 巨星聯盟（第2輯）》、《宇宙無敵獎門人終極原聲大碟》）
- 插曲：Super 無敵獎門人
  - 作曲、編曲：吳國恩
  - 填詞：林敏驄
  - 主唱：曾志偉、錢嘉樂、林曉峰
  - 提供：環球唱片有限公司（CD：《天下無敵獎門人》、《宇宙無敵獎門人終極原聲大碟》）